# Антимонат свинца(II)
Антимонат свинца(II) — неорганическое соединение,
соль свинца и ортосурьмяной кислоты
с формулой Pb3(SbO4)2,
оранжево-жёлтые кристаллы,
не растворяется в воде.

## Получение
- Сплавление стехиометрических количеств нитрата свинца(II) и пентаоксида сурьмы:

{\displaystyle {\mathsf {6Pb(NO_{3})_{2}+2Sb_{2}O_{5}\ {\xrightarrow {400-500^{o}C}}\ 2Pb_{3}(SbO_{4})_{2}+12NO_{2}\uparrow +3O_{2}\uparrow }}}

## Физические свойства
Антимонат свинца(II) образует оранжево-жёлтые кристаллы.
Не растворяется в воде.

## Химические свойства
Не растворим в разбавленных расстворах большинства кислот. Реагирует с концентрированной соляной кислотой.
При нагревании разлагается с образованием оксида свинца и пентаоксида сурьмы.
{\displaystyle {\ce {Pb3(SbO4)2 ->[t] 3PbO + Sb2O5}}}
Вступает в реакции замещения при сплавлении с металлами.

## Применение
Антимонат свинца, приготовленный соответствующим образом, имеет типичный желтый цвет, который был известен еще египтянам как «неаполитанская жёлтая», а также был очень популярен в качестве цветного пигмента в Европе, особенно в период с 1750 по 1850 год, и использовался в масляных красках, специальных цветных составах для витражей, столовых приборов и фарфора. До сих пор остается неясным, фигурировал ли сам антимонат свинца, в силу особенностей технологии производства, в смеси с другими антимонатами настоящей неаполитанской желтой краской.
Антимонаты свинца являются модификаторами сегнетоэлектрических титанатов свинца.